# سوق البحرين للأوراق المالية
سوق البحرين للأوراق المالية (بورصة البحرين) تأسست بموجب المرسوم الأميري رقم (4) لسنة 1987، وبدأت أعمالها رسمياً في 17 يونيو 1989 مع 29 شركة مدرجة. ثمّ حلّت محلها بورصة البحرين بموجب المرسوم الملكي رقم (60) لسنة 2010 الذي أصدره حمد بن عيسى آل خليفة ملك مملكة البحرين.وهو سوق متعدد الأصول ذات تنظيم ذاتي وتضم حالياً 50 شركة مدرجة وتعمل كهيئة مستقلة تحت إشراف مجلس إدارة مستقل يرأسه محافظ مصرف البحرين المركزي.
تبدأ السوق جلساتها يومياً من 09:15 صباحاً إلى 09:30 صباحاً، ثم تشرع بجلساتها الاعتيادية للتداول من 09:30 صباحاً إلى 12:30 مساءً، من الأحد إلى الخميس بإستثناء العطل الرسمية. هناك ثلاثة مؤشرات تتبع سوق البحرين للأوراق المالية: البحرين لجميع الأسهم، مؤشر داو جونز البحرين ومؤشر استيراد.
ومنذ ذلك الحين، حقق سوق البحرين للأوراق المالية نجاحات بارزة، تُعزى إلى حد كبير إلى دعم حكومة مملكة البحرين والتعاون الذي قدمه أصحاب المصلحة. في عام 2010، تم تأسيس بورصة البحرين كشركة مساهمة لتحل محل سوق البحرين للأوراق المالية.
ويهدف إلى تزويد مساهميه بأفضل الحلول الاستثمارية والتجارية، وإقرانها برؤى إبداعية ومهارات حل المشكلات لتزويد مستثمرينا، والمُصدرين، والوسطاء بموارد قيمة لتلبية كل توقعاتهم. ركائز النمو الرئيسية لدينا تدعم طريقتنا في إدارة الأعمال وكيفية تفاعلنا مع أصحاب المصلحة لدينا: النشأة والابتكار والتعاون والروح الريادية، وكلهم يعملون معًا هو ما يمكننا من أن نقدم لك «واحة من فرص الاستثمار».
منذ تأسيسها، انضمت BHB إلى العديد من المنظمات الإقليمية والدولية مثل اتحاد البورصات العربية، والاتحاد العالمي للبورصات "WFE"، وجمعية الإيداع في إفريقيا والشرق الأوسط "AMEDA"، ورابطة وكالات الترقيم الوطنية "ANNA"،

### ملحوظة
أعلنت بورصة البحرين (BHB) أنه اعتبارًا من اليوم الاثنين 4 يناير 2021، ووفقًا للدعوة التي أعلنها مصرف البحرين المركزي، يمكن للمستثمرين البحرينيين وغير البحرينيين الاكتتاب مباشرة من خلال السوق الأساسي لبورصة البحرين في سندات التنمية الحكومية الإصدار 22 (100 مليون دينار بحريني) التي أصدرها مصرف البحرين المركزي نيابة عن حكومة البحرين من خلال تنفيذ أوامرهم من خلال وسطاء مسجلين في بورصة البحرين.
بعد ذلك، سيتمكن المستثمرون من تداول السند في السوق الثانوية في بورصة البحرين بمجرد إدراجه في بورصة البحرين، والذي من المتوقع أن يكون في 24 يناير 2021.
حددت بورصة البحرين أن فترة الاكتتاب من خلال الوسطاء المسجلين تسري اعتبارًا من يوم الاثنين الموافق 4 يناير 2021 بدءًا من الساعة 09:30 صباحًا وحتى الأربعاء 6 يناير 2021. وسيفتح الاشتراك يوم الاثنين حتى الثلاثاء من الساعة 09:30 صباحًا حتى 1: 00 مساءً ويوم الأربعاء من 09:30 صباحًا حتى 10:15 صباحًا. الحد الأدنى لحجم الاشتراك هو 500 سند لكل مشترك. سيتم التخصيص على أساس أول 10000 سند لكل مشترك وسيتم تخصيص الكمية المتبقية على أساس تناسبي.
تم إصدار سندات بقيمة 100 مليون دينار بحريني بقيمة اسمية قدرها 1 دينار بحريني لكل منها في 10 يناير 2021 لمدة 5 سنوات تستحق في 10 يناير 2026. يبلغ العائد السنوي الثابت على هذه الأوراق المالية 3.75٪ ، وسيتم دفعها مرتين. - في 10 يناير و 10 يوليو من كل عام طوال فترة هذا العدد.
أصدر مصرف البحرين المركزي سندات التنمية الحكومية نيابة عن حكومة البحرين. تضمن حكومة البحرين مباشرة الأوراق المالية للسندات.

## ملكية الأجانب للسندات
حاليا يمكن للأجانب شراء وامتلاك أو بيع السندات ووحدات صناديق الاستثمار المشترك ومذكرات من الشركات المساهمة المحلية. ويحق للأجانب الذين يقيمون في البحرين لمدة سنة واحدة أو أكثر شراء وتملك و/أو التجارة بنسبة تصل إلى 49٪ من أسهم شركة مساهمة محلية. ومع ذلك فإن الأجنبي الفرد لا يستطيع امتلاك أكثر من 1٪ من رأس مال الشركة المصدر. هناك عشر شركات مفتوحة تماما للمستثمرين الأجانب وهي: المؤسسة العربية المصرفية والمجموعة العربية للتأمين والبنك الاهلي المتحد ومجموعة البركة المصرفية وبنك البحرين والشرق الأوسط وبنك الإثمار وبنك انفستكورب ش م ب ومصرف البحرين الشامل ومصرف السلام وبنك طيب. ويحق للأجانب قانونا التمتع بجميع المزايا من ملكية الأوراق المالية من الشركات المساهمة المحلية. ولديهم حقوق التصويت في جميع المسائل المقدمة للموافقة عليها واستلام الأرباح والتوزيعات الأخرى دون أن تخضع للضريبة.

## الإدارة
تتكون الإدارة  من 9 أعضاء وهم: (الحالي) رئيس مجلس الإدارة السيد عبد الكريم أحمد بوجيري، إضافة إلى 8 أعضاء آخرين (عضو مجلس إدارة)

### الإدارة التنفيذية
تتكون الإدارة التنفيذية من 11 قطاع إداري مقسمة على النحو التالي: الرئيس التنفيذي (الحالي) الشيخ خليفة بن إبراهيم آل خليفة، مدير إدارة الإدراج والإفصاح، مدير أول للعلاقات الخارجية، الرئيس التنفيذي للعمليات، مدير أول للعمليات، رئيس التدقيق التنفيذي، مدير إدارة الشؤون الإدارية والموارد البشرية، القائم بأعمال مدير الإدارة، السيد حسين عبدالمحسن الجمري مدير تقنية المعلومات، مدير إدارة التسويق وتطوير الأعمال، مدير إدارة عمليات التداول.

## الرسالة

### الرؤية
توفير الخدمات الفريدة والمتنوعة للإدراج والتداول لجميع الأطراف، ذات العلاقة بقطاع سوق رأس المال وزيادة رؤوس الأموال من خلال فرص عديدة ومبتكرة بورصة البحرين  سوق متعددة الأصول ذات، تسعى بورصة البحرين لأن تصبح سوقًا مالياً إقليميًا ذات أصول متتعددة

### الأهداف
تهدف البورصة إلى طرح خدمات مبتكرة للمتعاملين في منصة البورصة وتوفير منصات ذات قيمة لتحقيق جميع توقاعتهم الإستثمارية.

## العلاقات الدولية
اتحاد البورصات العربية ، الاتحاد العالمي للبورصات World Federation of Exchanges، جمعية أفريقيا والشرق الأوسط للتسوية والإيداع، والجمعية الوطنية للترقيم.

## الجوائز
حصلت بورصة البحرين على جائزة التميز في التواصل مع العملاء بالنظام الوطني للمقترحات والشكاوى «تواصل» لعام 2020
المركز الثاني عشر عالمياً من مجموع 55 بورصة وسوق أوراق مالية في مستوى معايير الإفصاح البيئي والاجتماعي والحوكمة
المستوى الثالث «متميز» في ملتقى «ثقة» لأمن المعلومات أبريل 2019
جائزة World Finance لحوكمة الشركات في مارس 2014
جائزة حوكمة الشركات على مستوى الخليج العربي ديسمبر 2013

## الضرائب
في البحرين لا يوجد ضرائب على الأرباح على كل من الأجانب والمواطنين.

## ممارسة تداول الحكم وتسوية الأوراق المالية
الأوراق المالية المدرجة في البورصة مع بعض الاستثناءات يجب أن يتم تداولها على الأرض من خلال الوسطاء المسجلين. معايير محددة من العناية والاجتهاد والتي هي بحاجة لتنفيذ المعاملات والحفاظ على أموال العملاء والأوراق المالية وتفرض وفقا لأحكام القوانين وسوق البحرين للأوراق المالية واللوائح التي يتم الالتزام بها من قبل السماسرة والتجار.

## تسوية عمليات البيع والشراء للأوراق المالية
يجري تسوية ونقل ملكية الأوراق المالية المحلية من خلال مساهمة البورصة وفقا للإجراءات بسيطة ومباشرة. بيع وشراء ورقة مالية يخلق عقد ملزم من جانب البائع للتسليم وعلى المشتري تسديد المبالغ المستحقة في تاريخ التسوية أي في غضون يومين بعد تاريخ التداول. إدارة البورصة تراقب بشكل مستمر وتراجع القوانين والإجراءات القائمة للسوق في محاولة لمواصلة تطوير وتعزيز مساهمتها في الاقتصاد البحريني.

## السندات والصكوك
سندات التنمية الحكومية - الإصدار الحادي عشر (الرمز) GDEV11.BND
سندات التنمية الحكومية - الإصدار الثالث عشر (الرمز) GDEV13.BND
سندات التنمية الحكومية - الإصدار الرابع عشر (الرمز) GDEV14.BND
سندات التنمية الحكومية - الإصدار الخامس عشر (الرمز) GDEV15.BND
سندات التنمية الحكومية - الإصدار السابع عشر (الرمز) GDEV17.BND
سندات التنمية الحكومية – الإصدار الثامن عشر (الرمز) GDEV18.BND
سندات التنمية الحكومية – الإصدار التاسع عشر (الرمز) GDEV19.BND
سندات التنمية الحكومية – الإصدار العشرون (الرمز) GDEV20.BND
سندات التنمية الحكومية – الإصدار الواحد والعشرون (الرمز) GDEV21.BND
صكوك التأجير الإسلامية الحكومية الإسمية - الإصدار اثنان وعشرون (الرمز) GILS22.SUK
صكوك التأجير الإسلامية الحكومية الإسمية - الإصدار الثالث والعشرون (الرمز) GILS23.SUK
صكوك التأجير الإسلامية الحكومية الإسمية - الإصدار الخامس والعشرون (الرمز) GILS25.SUK
التأجير الإسلامية الحكومية الإسمية - الإصدار السادس والعشرون (الرمز) GILS26.SUK

## الوسطاء والأعضاء
(سيتي بنك - البحرين)، (البنك الاهلي المتحد ش.م.ب.)، (الأهلية بحرين ش.م.ب.)، (الشركة الخليجية لحفظ الأوراق المالية)، (مباشر للخدمات المالية  ش.م.ب.)، (مكتب  عبد الله جعفر زين العابدين)

## الشركات المتداولة في سوق البحرين للأوراق المالية

### قطاع المصارف التجارية
| الرمز      | الشركة                              | الملاحظات |
| ---------- | ----------------------------------- | --------- |
| AUB        | البنك الأهلي المتحد                 |           |
| AUB.PREF.A | اي يو بي انفست للصناديق الاستثمارية |           |
| SALAM      | مصرف السلام                         |           |
| BISB       | بنك البحرين الإسلامي                |           |
| BBK        | بنك البحرين والكويت                 |           |
| NBB        | بنك البحرين الوطني                  |           |
| BSB        | البنك البحريني السعودي              |           |

### قطاع الاستثمار
| الرمز   | الشركة                                | الملاحظات |
| ------- | ------------------------------------- | --------- |
| BARKA   | مجموعة البركة المصرفية                |           |
| INOVEST | انوفست                                |           |
| ABC     | المؤسسة العربية المصرفية              |           |
| BCFC    | شركة البحرين للتسهيلات التجارية       |           |
| BMB     | بنك البحرين والشرق الأوسط             |           |
| ESTERAD | شركة استيراد الإستثمارية              |           |
| GFH     | مجموعة جي إف إتش المالية              |           |
| GMG     | المجموعة الخليجية للمال               |           |
| INVCORP | إنفستكورب                             |           |
| ITHMR   | بنك الإثمار                           |           |
| TAIB    | بنك طيب                               |           |
| UGB     | بنك الخليج المتحد                     |           |
| UGIC    | شركه الخليج المتحدة للخدمات والصناعات |           |
| SICO-C  | شركة الأوراق المالية والاستثمار       |           |

### قطاع التأمين
| الرمز   | الشركة                            | الملاحظات |
| ------- | --------------------------------- | --------- |
| BKIC    | الشركة البحرينية الكويتية للتأمين |           |
| AHLIA   | الشركة الأهلية للتأمين            |           |
| AIIC    | الشركة العربية الدولية للتأمين    |           |
| TAKAFUL | شركةالتكافل للتأمين الإسلامي      |           |
| ARIG    | المجموعة العربية للتأمين          |           |
| BNH     | شركة البحرين الوطنية القابضة      |           |

### قطاع الخدمات
| الرمز   | الشركة                             | الملاحظات |
| ------- | ---------------------------------- | --------- |
| BASREC  | شركة البحرين لتصليح السفن والهندسة |           |
| CPARK   | شركة البحرين للمواقف السيارات      |           |
| CINEMA  | شركة البحرين للسينما               |           |
| DUTYF   | شركة مجمع البحرين للأسواق الحرة    |           |
| BMMI    | البحرين للملاحة والتجارة الدولية   |           |
| BATELCO | بتلكو                              |           |
| TRAFCO  | ترافكو                             |           |
| Nass    | شركة ناس المؤسسة                   |           |

### قطاع الصناعة
| الرمز  | الشركة                     | الملاحظات |
| ------ | -------------------------- | --------- |
| ALBH   | شركة ألمنيوم البحرين       |           |
| BFM    | شركه البحرين لمطاحن الدقيق |           |
| POLTRY | شركة دلمون للدواجن         |           |

### قطاع الفنادق والسياحة
| الرمز   | الشركة                           | الملاحظات |
| ------- | -------------------------------- | --------- |
| FAMILY  | الشركة البحرينية للترفيه العائلي |           |
| BHOTEL  | شركة فنادق البحرين               |           |
| BTC     | شركة البحرين للسياحة             |           |
| SEEF    | عقارات السيف                     |           |
| BANADER | شركة بنادر للفنادق               |           |
| NHOTEL  | شركة الفنادق الوطنية             |           |

### شركات خارجية
| الرمز  | الشركة                             | الملاحظات |
| ------ | ---------------------------------- | --------- |
| BMUSC  | بنك مسقط                           |           |
| GLOBAL | شركة بيت الاستثمار العالمي للوساطة |           |
| IIG    | شركة المجموعة الدولية للاستثمار    |           |
| SDTL   | سوداتل                             |           |
| UFC    | الشركة المتحدة للتمويل             |           |